# Hafenschiffer
Hafenschiffer üben seemännische Tätigkeiten in Häfen aus. Hafenschiffer/-in ist seit 2006 ein Ausbildungsberuf, in dem die früheren Ausbildungsberufe Hafenschiffer und Ewerführer sowie das Tätigkeitsfeld Festmacher zusammengefasst wurden. 
Zu den Aufgaben der Hafenschiffer gehört das Laden und Löschen sowie das Festmachen von Schiffen und das Führen von Hafenbarkassen und anderen Kleinfahrzeugen. 
Die Ausbildung dauert drei Jahre. Hafenschiffer werden im Ausbildungsbetrieb und in der Berufsschule ausgebildet.
Es handelt sich um einen Monoberuf, das heißt, er wird ohne Schwerpunkte oder Spezialisierung ausgebildet. Etwas mehr als die Hälfte der angehenden Hafenschiffer (57 %) haben einen Hauptschulabschluss, 43 % haben einen mittleren Bildungsabschluss.
Eine robuste Gesundheit ist Voraussetzung für die Erlernung und Ausübung des Berufes.
Englischkenntnisse sind für den Seefunk von Vorteil, wobei Mehrsprachigkeit allgemein im Hinblick auf die internationale Besetzung der Schiffe nützlich ist.

## Weiterbildungsmöglichkeiten
- Logistikmeister
- Nautischer Offizier (Studium mit Bachelorabschluss im Bereich Nautik)